# Mišnjak (Ugljan)
Koordinati:   44°01′37″N, 15°15′56″E
Mišnjak je majhen nenaseljen otoček v Jadranskem morju, ki pripada Hrvaški.
Otoček, na katerem stoji svetilnik, leži jugozahodno od naselja Kukljica na otoku Ugljanu. Njegova površina meri 0,022 km². Dolžina obalnega pasu je 0,56 km. Iz pomorske karte je razvidno, da svetilnik, ki stoji na skrajni vzhodni točki otočka, oddaja svetlobni signal: B Bl(2) 5s. Nazivni domet svetilnika je 8 milj.